# Pseudomacrolobium mengei
Pseudomacrolobium mengei är en ärtväxtart som först beskrevs av De Wild., och fick sitt nu gällande namn av Lucien Leon Hauman. Pseudomacrolobium mengei ingår i släktet Pseudomacrolobium och familjen ärtväxter. Inga underarter finns listade i Catalogue of Life.